# 小行星6655
小行星6655（英語：6655 Nagahama）是一颗围绕太阳公转的小行星。1992年3月8日，杉江淳在Dynic发现了此天体。
这颗小行星的绝对星等为329.6296134733005等。